# قاي إدموندز
قاي إدموندز (بالإنجليزية: Guy Edmonds)‏ هو ممثل أسترالي، ولد في 12 ديسمبر 1982 في ساوثبورت ‏ في المملكة المتحدة.

## وصلات خارجية
- قاي إدموندز على موقع IMDb (الإنجليزية)
- قاي إدموندز على موقع قاعدة بيانات الفيلم (الإنجليزية)